# Adoratopsylla dilecta
Adoratopsylla dilecta är en loppart som beskrevs av Jordan 1938. Adoratopsylla dilecta ingår i släktet Adoratopsylla och familjen mullvadsloppor. Inga underarter finns listade i Catalogue of Life.